# Viking 2
Sứ mệnh Viking 2 là một phần trong chương trình Viking của Mỹ, theo đó sứ mệnh đưa tàu quỹ đạo và tàu đổ bộ tới sao Hỏa. Về cơ bản sứ mệnh Viking 2 tương tự như sứ mệnh Viking 1. Tàu đổ bộ Viking 2 đã hoạt động trên bề mặt sao Hỏa trong trong 1281 ngày sao Hỏa (1316 ngày Trái Đất), và đã ngừng hoạt động vào ngày 12/4/1980, sau khi pin của nó gặp trục trặc. Tàu quỹ đạo hoạt động cho đến 25/7/1978, chụp được khoảng 16.000 bức ảnh sau 706 vòng bay quanh sao Hỏa.

## Sứ mệnh
Tàu vũ trụ Viking 2 được phóng lên quỹ đạo vào ngày 9/9/1975 bằng tên lửa đẩy Titan IIIE/Centaur và trải qua hành trình kéo dài 333 ngày để đến quỹ đạo sao Hỏa. Ngày 7/8/1976, tàu Viking 2 đã đi vào quỹ đạo sao Hỏa với cận điểm x viễn điểm 1500 x 33.000 km, chu kỳ quỹ đạo 24,6 giờ. Từ ngày 9/8, tàu Viking 2 thay đổi quỹ đạo thành 27,3 giờ quay quanh quỹ đạo với cận điểm là 1499 km và góc nghiêng quỹ đạo 55,2 độ. Địa điểm hạ cánh của tàu đổ bộ Viking 2 được lựa chọn dựa theo việc tham khảo các bức ảnh chụp bề mặt sao Hỏa do tàu quỹ đạo Viking 1 thực hiện.
Tàu đổ bộ bắt đầu tách khỏi tàu quỹ đạo từ ngày 3/9/1976, 22:37:50 Giờ quốc tế và hạ cánh xuống Utopia Planitia. Quá trình vận hành thông thường yêu cầu cấu trúc kết nối tàu quỹ đạo và tàu đổ bộ (bioshield) được đẩy ra sau khi tách, nhưng do sự tách gặp vấn đề, bioshield vẫn còn gắn với tàu quỹ đạo. Độ nghiêng quỹ đạo được nâng lên 75 độ vào ngày 30 tháng 9 năm 1976.

### Tàu quỹ đạo
Nhiệm vụ chính của tàu quỹ đạo đã hoàn thành khi sao Hỏa, Mặt trời và Trái đất thẳng hàng và Mặt trời nằm giữa Trái Đất và sao Hỏa vào ngày 5/10/1976. Nhiệm vụ phụ bắt đầu được thực hiện vào ngày 14/12/1976 sau khi sự kiện thẳng hàng kết thúc. ngày 20 tháng 12 năm 1976, cận điểm quỹ đạo của tàu được hạ xuống còn 778 km và độ nghiêng của quỹ đạo tăng lên 80 độ.
Trong quá trình bay quanh quỹ đạo sao Hỏa, tàu Viking 2 đã tiến gần đến mặt trăng Deimos của sao Hỏa vào tháng 10 năm 1977, và cận điểm quỹ đạo được hạ xuống còn 300 km và chu kỳ quỹ đạo là 24 giờ kể từ ngày 23/10/1977. Tàu quỹ đạo đã gặp vấn đề rò rỉ khí trong hệ thống đẩy, quỹ đạo của nó là 302 × 33.176 km và ngừng hoạt động vào ngày 25/7/1978, sau khi gửi về Trái đất gần 16.000 bức ảnh sau 700-706 vòng quay quanh sao Hỏa.

### Lander

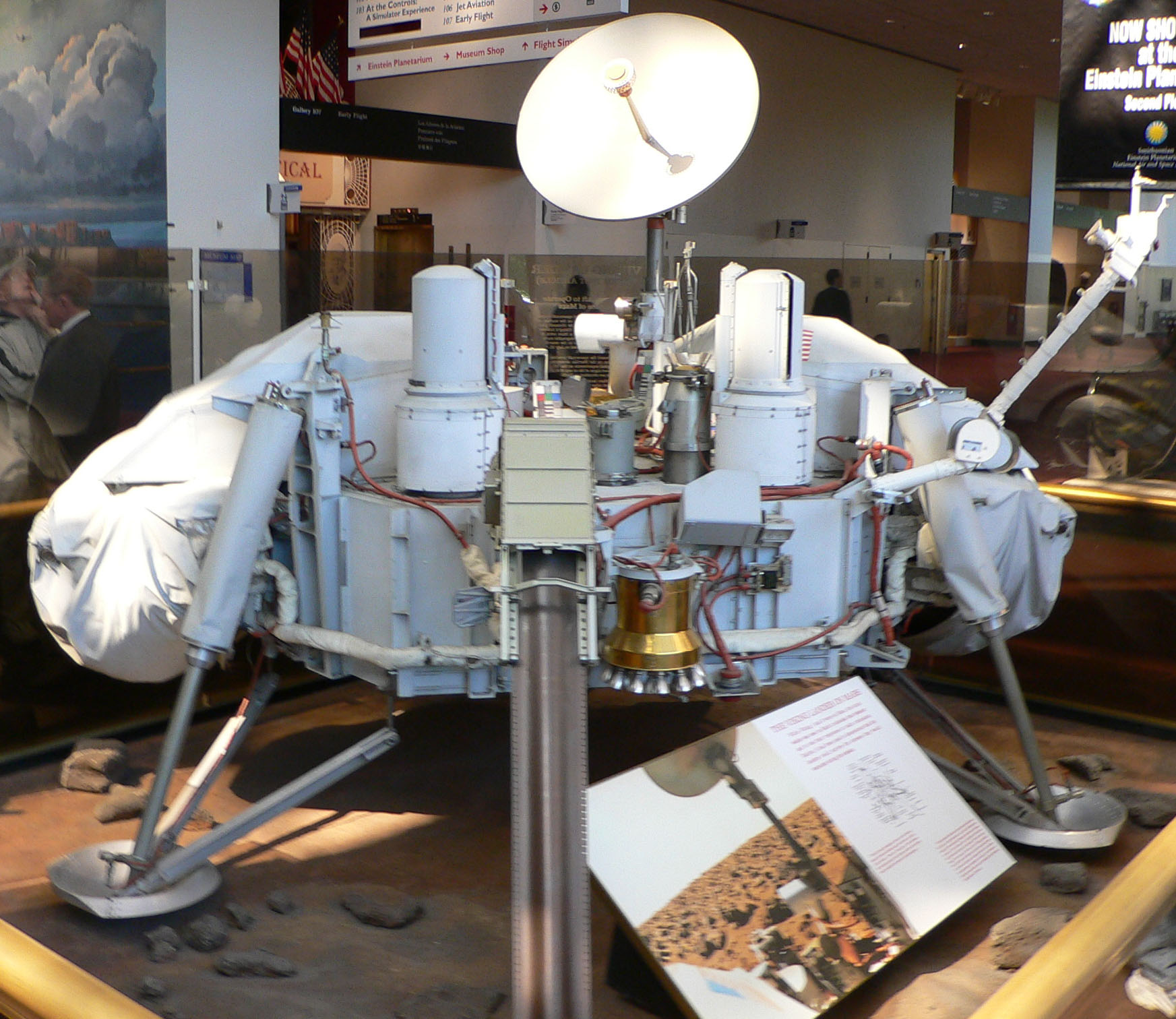
Nguyên mẫu tàu đổ bộ Viking

Tàu đổ bộ cùng với lớp vỏ chắn cách nhiệt của nó đã tách khỏi tàu mẹ trên quỹ đạo từ ngày 3/9/1976, 19:39:59 giờ Quốc tế. Vào thời điểm tách khỏi tàu mẹ, tàu đổ bộ có vận tốc quỹ đạo khoảng 4 km/s. Sau khi tách khỏi tàu mẹ, động cơ tên lửa hoạt động để hạ thấp dần quỹ đạo của tàu đổ bộ. Sau vài giờ, ở độ cao 300 km, tàu đổ bộ bắt đầu thâm nhập khí quyển sao Hỏa, lớp vỏ chắn nhiệt có vai trò làm giảm tốc độ rơi của tàu đổ bộ khi đi qua lớp khí quyển sao Hỏa.
Tàu đổ bộ Viking 2 chạm mặt đất ở khoảng 200 km về phía Tây của hố va chạm Mie thuộc Utopia Planitia ở tọa độ 48°16′08″B 225°59′24″T / 48,269°B 225,99°T cao độ -4,23 km vào lúc 22:58:20 giờ Quốc tế (9:49:05 sáng, giờ sao Hỏa).
Tàu đổ bộ sử dụng khoảng 22 kg (49 lb) nhiên liệu để đổ bộ. Do radar xác định sai một tảng đá hoặc bề mặt phản xạ cao, các động cơ đẩy đã hoạt động thêm 0,4 giây trước khi hạ cánh, làm nứt bề mặt và bốc lên bụi. Tàu đổ bộ tiếp đất với một chân trên một tảng đá, nghiêng 8,2 độ. Các máy ảnh bắt đầu chụp ảnh ngay sau khi tàu đổ bộ hạ cánh.
Tàu đổ bộ Viking 2 được cung cấp năng lượng bởi máy phát đồng vị phóng xạ và hoạt động trên bề mặt sao Hỏa cho đến ngày 12 tháng 4 năm 1980, khi pin của nó bị hỏng.

## Kết quả thu được từ sứ mệnhViking 2

### Kết quả phân tích mẫu đất tại khu vực hạ cánh.
Regolith, hay là "đất sao Hỏa", giống như những thứ được tạo ra từ sự phong hóa của các dung nham. Mẫu đất được phân tích có chứa nhiều silicon và sắt, cùng với một lượng đáng kể Magie, nhôm, lưu huỳnh, calcium, và titanium. Strontium và Ytri cũng được tìm thấy.
Hàm lượng potassium chiếm khoản 1/5 so với mức trung bình trên Trái đất. Một số chất hóa học trong mẫu đất có chứa lưu huỳnh và chlorine cho thấy chúng dường như là còn sót lại sau khi nước biển bị bốc hơi. Lưu huỳnh tập trung nhiều hơn ở lớp vỏ trên cùng của đất hơn là ở phần đất lớn bên dưới.
Lưu huỳnh tồn tại dưới dạng các muối sulfate của natri, magie, calci, hoặc sắt iron. Sắt sulfide cũng có khả năng tồn tại. Xe tự hành đổ bộ Spirit và Opportunity đều phát hiện sự tồn tại của muối sulfate trên sao Hỏa.
Đã tìm thấy những sản phẩm phong hóa đặc trưng của đá magma mafic igneous rocks were found. Tất cả các mẫu được đun nóng trong máy sắc ký khí-khối phổ (GCMS) đều sinh ra nước.
Tuy nhiên, cách xử lý mẫu đất không cho phép xác định chính xác lượng nước. Lượng nước đo được khoảng 1%. Các nghiên cứu với nam châm trên tàu đổ bộ chỉ ra rằng đất có từ 3 đến 7 phần trăm vật liệu từ tính theo trọng lượng. Các hóa chất từ tính có thể là magnetit và maghemite,có thể sinh ra từ quá trình phong hóa đá bazan. Các thí nghiệm tiếp theo được thực hiện bởi xe tự hành sao Hỏa Spirit (hạ cánh xuống bề mặt sao Hỏa năm 2004) đã cho thấy rằng magnetite có thể chính là nguyên nhân dẫn đến tính chất từ tính tự nhiên của đất đá sao Hỏa.

### Tìm kiếm sự sống
Viking 2 cũng thực hiện một thí nghiệm sinh học với mục đích tìm kiếm sự sống. Thiết bị thí nghiệm sinh học trên tàu đổ bộ Viking 2 có trọng lượng 15,5 kg (34 lb). Ngoài ra, độc lập với các thí nghiệm sinh học, Viking 2 còn có máy sắc kí khí/khối phổ (Gas Chromatograph/Mass Spectrometer (GCMS)) có khả năng xác định các hợp chất sinh học trong đất sao Hỏa.
Kết quả thí nghiệm mẫu đất rất bất ngờ và thú vị: GCMS cho kết quả âm tính; thiết bị PR cho kết quả dương tính, GEX cho kết quả âm tính, và LR cho kết quả dương tính. Nhà khoa học thuộc chương trình Patricia Straat đã trả lời vào năm 2009, "Thí nghiệm LR của chúng tôi cho kết quả dương tính, nhưng nhiều người khác cho rằng đó là kết quả dương tính giả do nhiều nguyên nhân khác nhau."
Nhiều nhà khoa học tin rằng dữ liệu là do các phản ứng hóa học vô cơ của đất; tuy nhiên, quan điểm này có thể đang thay đổi do nhiều khám phá và nghiên cứu khác nhau kể từ thời Viking, bao gồm, việc phát hiện ra lớp băng gần bề mặt gần bãi đáp của người Viking, khả năng phá hủy chất hữu cơ của perchlorate và việc các nhà khoa học phân tích lại dữ liệu GCMS vào năm 2018.
Sao Hỏa hầu như không có tầng ôzôn, không giống như Trái đất, vì vậy tia UV khử trùng bề mặt và tạo ra các hóa chất có phản ứng cao như peroxit có thể oxy hóa bất kỳ hóa chất hữu cơ nào. Tàu đổ bộ Phoenix đã tìm ra hợp chất perchlorate có trong đất đá sao Hỏa Martian soil. Perchlorate là một chất oxy hóa manh, và nó có khả năng phá hủy bất kỳ hợp chất hữu cơ nào có trên bề mặt. Perchlorate hiện được coi là phổ biến trên sao Hỏa, nên khó có thể phát hiện bất kỳ hợp chất hữu cơ nào trên bề mặt sao Hỏa.

### Ảnh từ tàu đổ bộViking 2

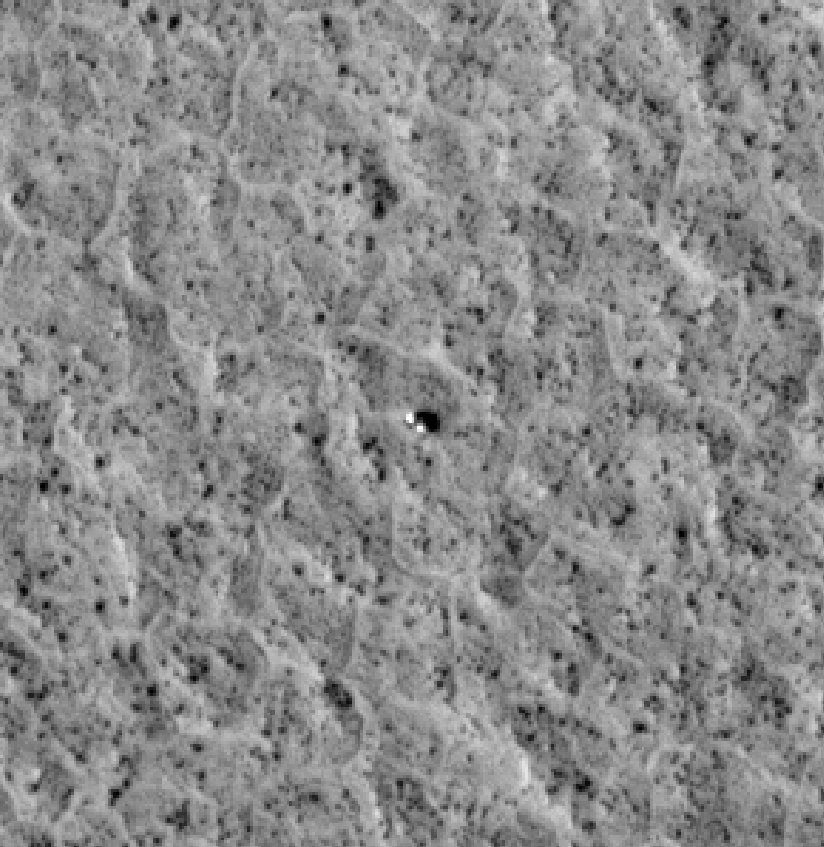
Khu vực hạ cánh của Viking 2 lander taken by Mars Reconnaissance Orbiter (tháng 12 năm 2006).
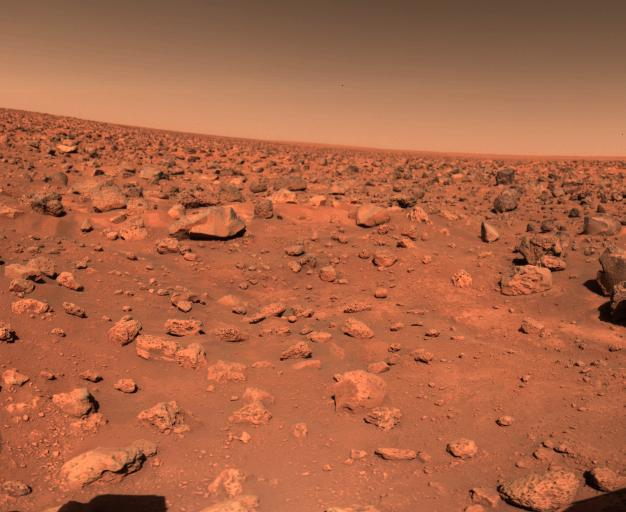
Ảnh màu đầu tiên chụp bởi Viking 2, ngày 5/9/1976, 14:36
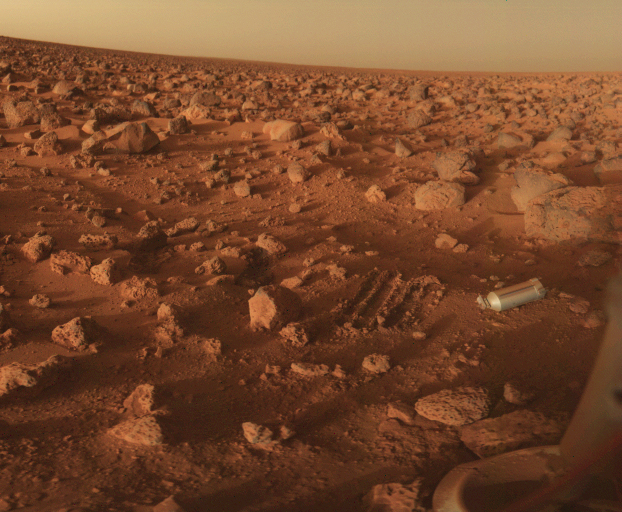
Ảnh chụp từ camera 2 22G144 của tàu đổ bộ Viking 2 Ngày sao Hỏa thứ 552, 19:16
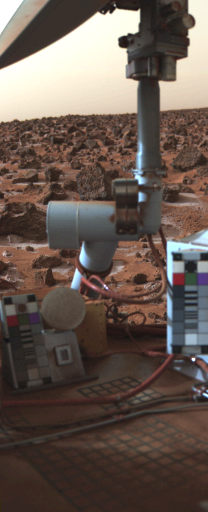
Sương giá trên sao Hỏa.
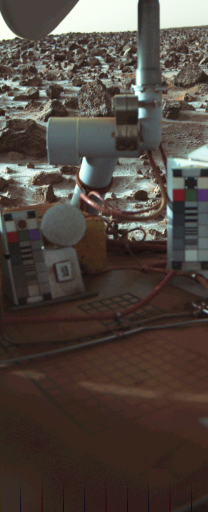
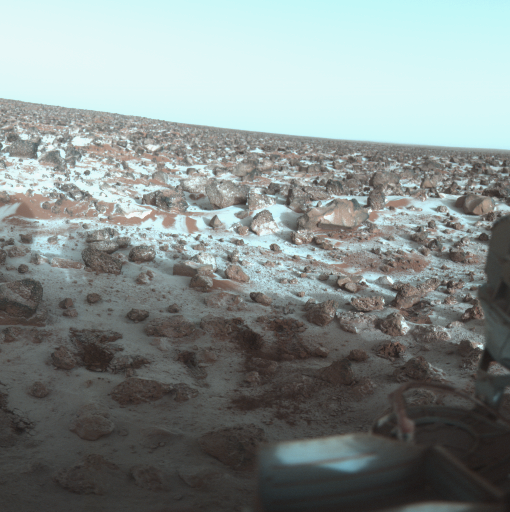
Sương giá tại khu vực hạ cánh.
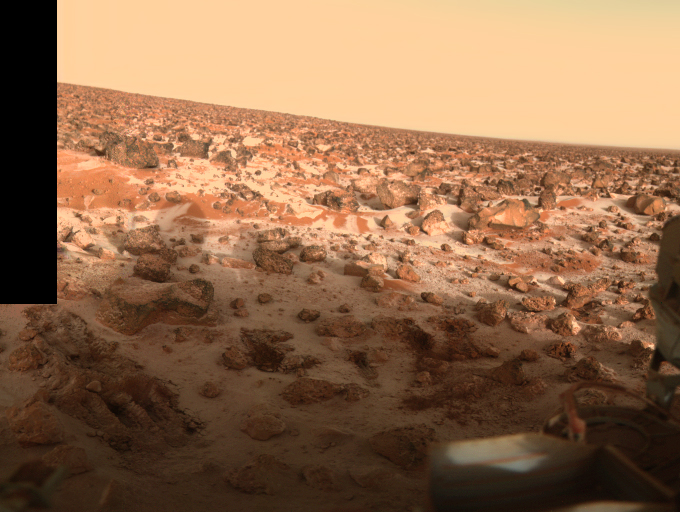
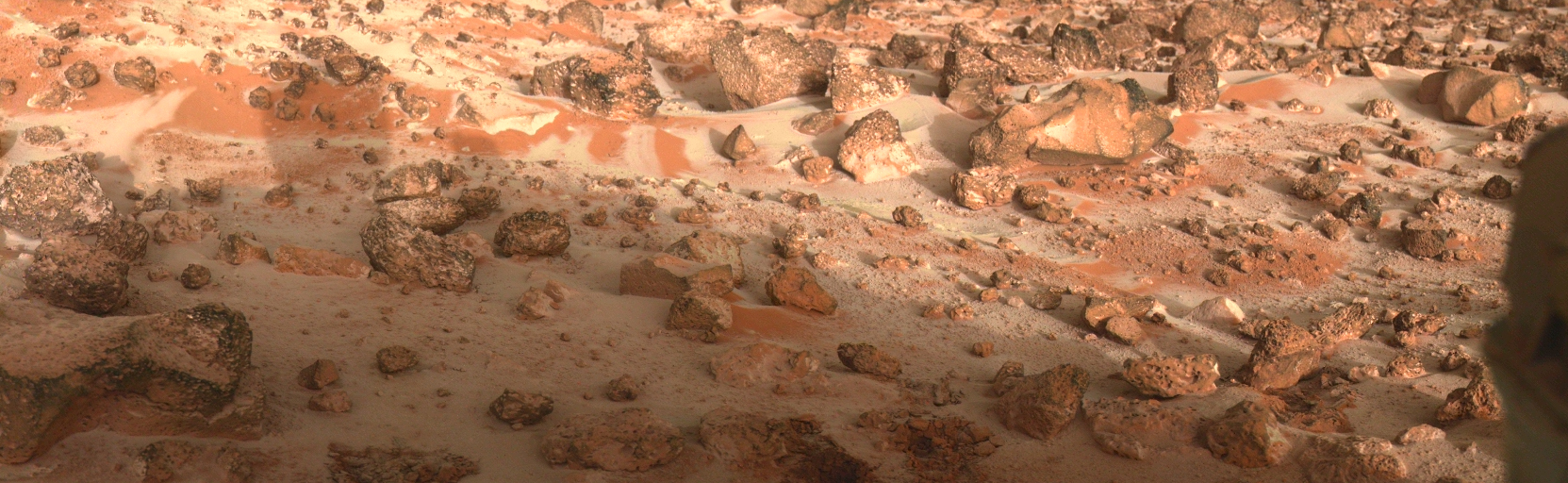
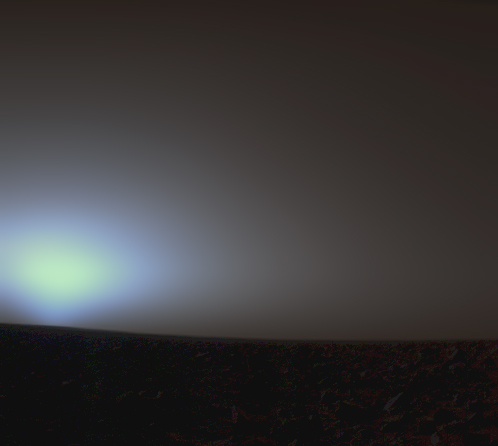
Bình minh trên sao Hỏa (ảnh phân giải thấp), ngày sao Hỏa thứ 34, 04:22
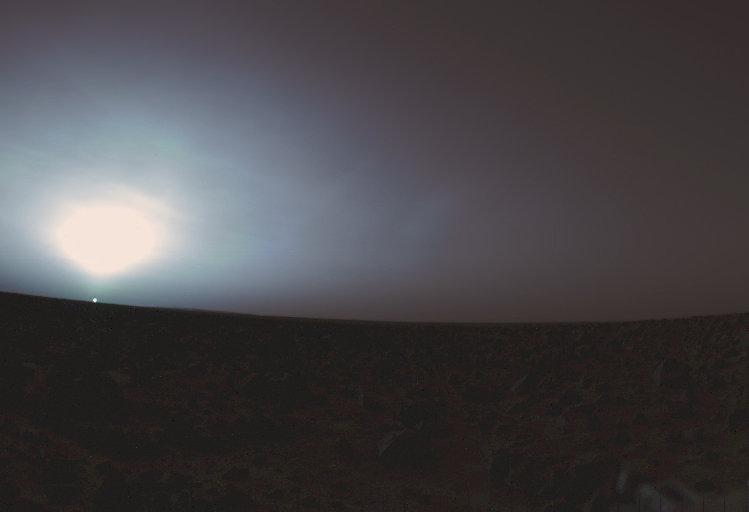
Bình minh trên sao Hỏa, ngày sao Hỏa thứ 631, 04:00

## Kết quả thám hiểm của tàu quỹ đạo

### Chương trình Viking
Tàu quỹ đạo Viking đã có những khám phá lớn về sự có mặt của nước trên sao Hỏa. Các thung lũng sông khổng lồ đã được tìm thấy ở nhiều khu vực. Những bức ảnh chỉ ra rằng những trận lũ đã khoét sâu những thung lũng, những rãnh xói mòn dài hàng nghìn km. Các khu vực suối nhánh, ở Nam bán cầu, cho thấy rằng mưa đã từng rơi trên sao Hỏa.
Những hình ảnh dưới đây, một số hình ảnh đẹp nhất từ Viking Orbiters, là ảnh ghép của nhiều hình ảnh nhỏ, có độ phân giải cao.

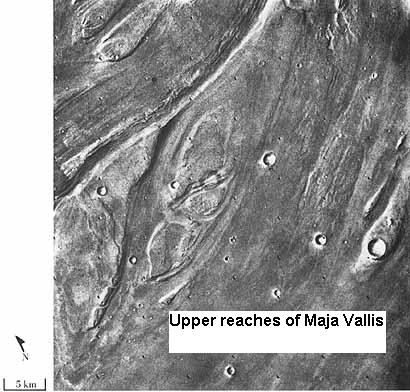
Các hòn đảo trong ảnh chụp cho thấy lũ lụt lớn đã xảy ra trên sao Hỏa. Ảnh chụp khu vực tứ giác Lunae Palus.
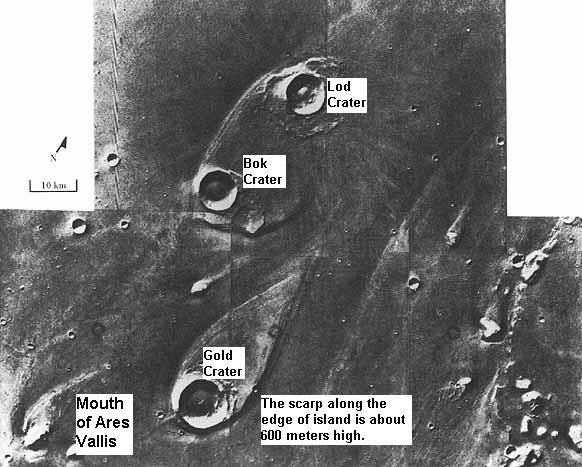
Những hòn đảo dạng giọt nước do ảnh hưởng bởi xói mòn từ dòng chảy tại Maja Valles, được chụp bởi Viking Orbiter. Ảnh chụp khu vực Oxia Palus quadrangle. Các hòn đảo được hình thành từ miệng núi lửa Lod, Bok, và Gold.
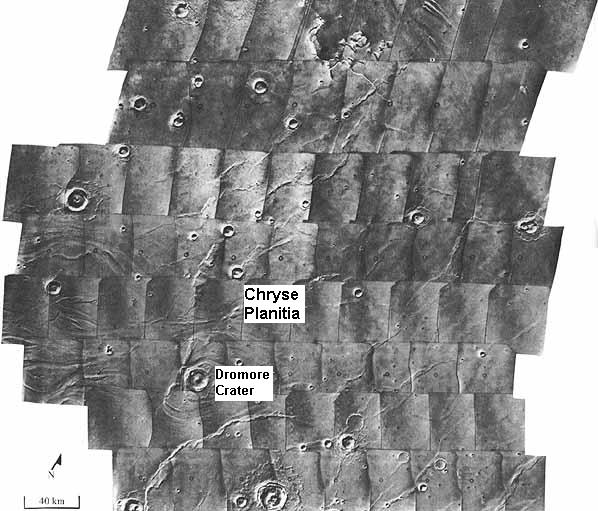
Hình dạng xói mòn do dòng chảy tại Lunae Palus quadrangle, được hình thành do dòng nước từ Maja Valles, nằm bên trái ảnh.  Chi tiết của dòng chảy xung quanh hố va chạm Dromore được chỉ ra ở hình tiếp theo.
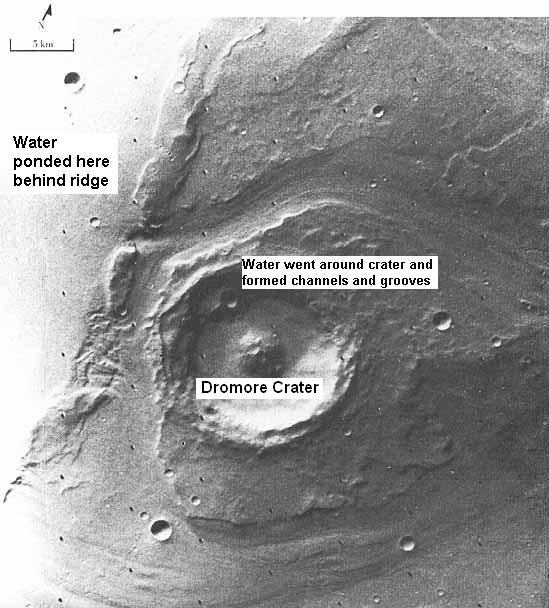
Một lượng nước lớn đã gây ra sự xói mòn trong bức ảnh chụp này từ tàu Viking. Bức ảnh được chụp khu vực Lunae Palus quadrangle. Sự xói mòn xảy ra xung quanh Dromore.
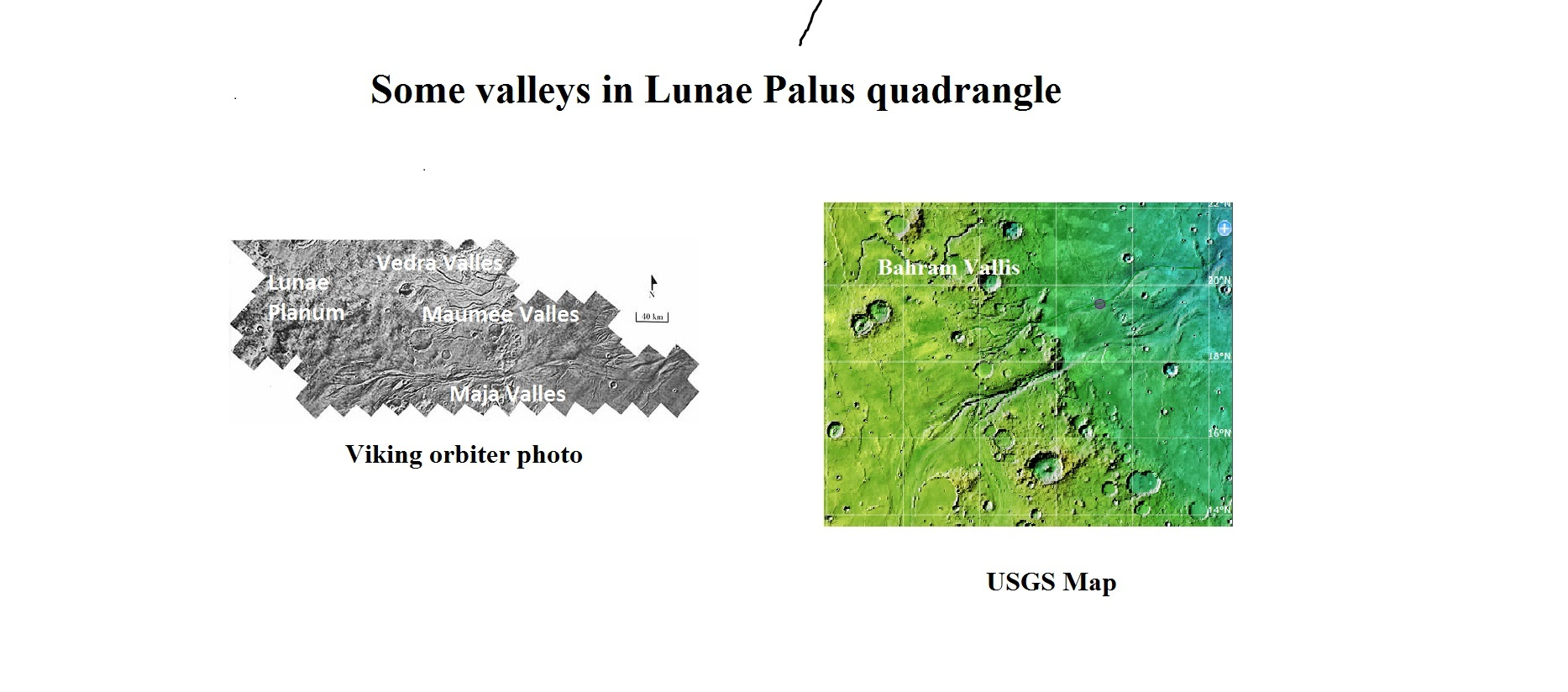
Nước từ Vedra Valles, Maumee Valles, và Maja Valles đã chảy từ Lunae Planum ở phía trái ảnh, đến Chryse Planitia ở bên phải.  Ảnh chụp khu vực Lunae Palus quadrangle.
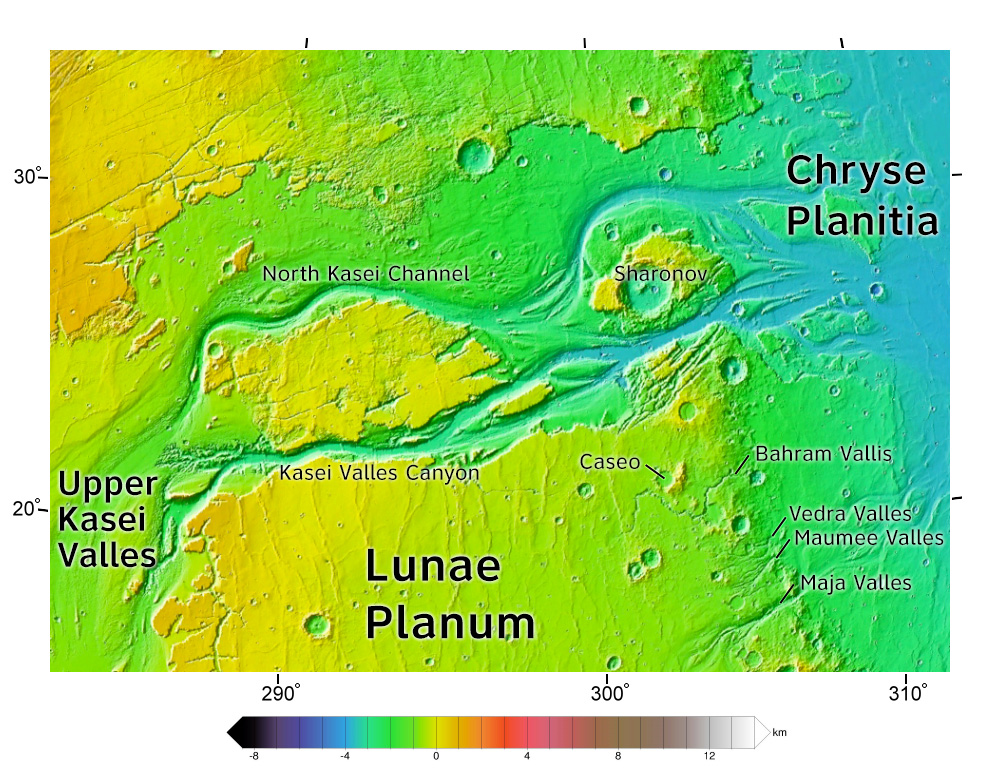
Khu vực xung quanh phía bắc Kasei Valles, cho thấy mối liên quan giữa Kasei Valles, Bahram Vallis, Vedra Valles, Maumee Valles, và Maja Valles. Ảnh chụp khi vực Lunae Palus quadrangle và có bao gồm các phần của Lunae Planum và Chryse Planitia.
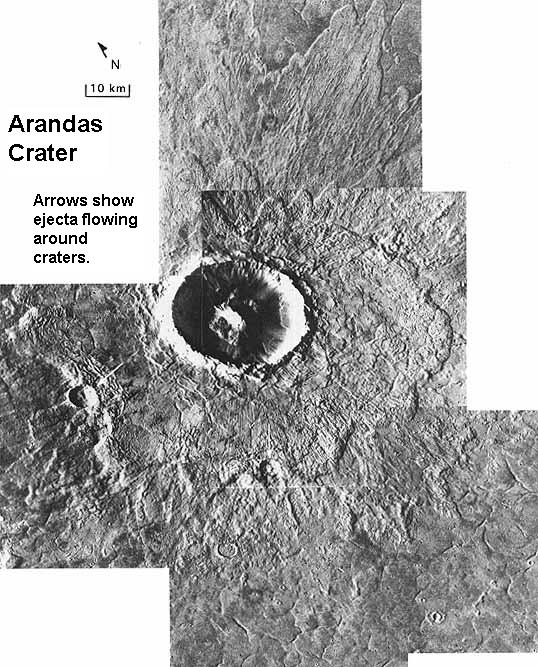
Dòng vật chất thoát ra từ miệng va chạm Arandas giống như bùn.  Nó di chuyển xung quanh các miệng hố va chạm nhỏ hơn (indicated by arrows),thay vì chảy vào bên trong hố. Các miệng hố như thế này đã gợi cho chúng ta ý nghĩ về nước đóng băng đã bị tan chảy khi miệng hố va chạm được hình thành. Ảnh chụp khu vực Mare Acidalium quadrangle.
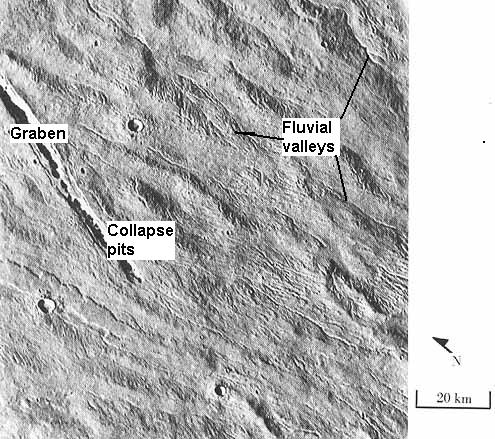
Ảnh chụp sườn của Alba Patera cho thấy một vài kênh đào dẫn nước. Một số kênh là dòng chảy của dung nham, các kênh còn lại có thể được hình thành do dòng chảy của nước. Ảnh chụp khu vực Arcadia quadrangle.
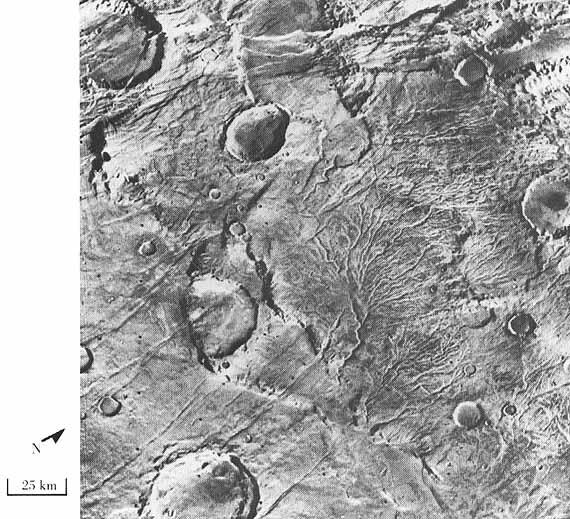
Các kênh đào phân nhánh ở Thaumasia quadrangle. Mạng lưới các kênh đào cho thấy rõ ràng rằng đã từng có mưa trên sao Hỏa.
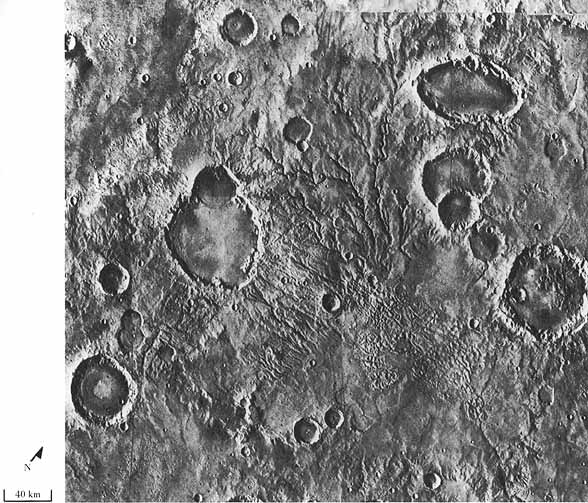
Mạng lưới các kênh đào phân nhánh cho thấy rõ ràng rằng đã từng có mưa trên sao Hỏa. Ảnh chụp khu vực Margaritifer Sinus quadrangle.
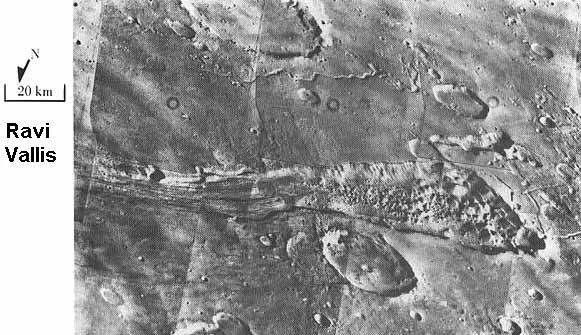
Ravi Vallis, có thể được hình thành từ một trận lụt lớn từ địa hình lộn xộn bên phải. Ảnh chụp khu vực Margaritifer Sinus quadrangle.
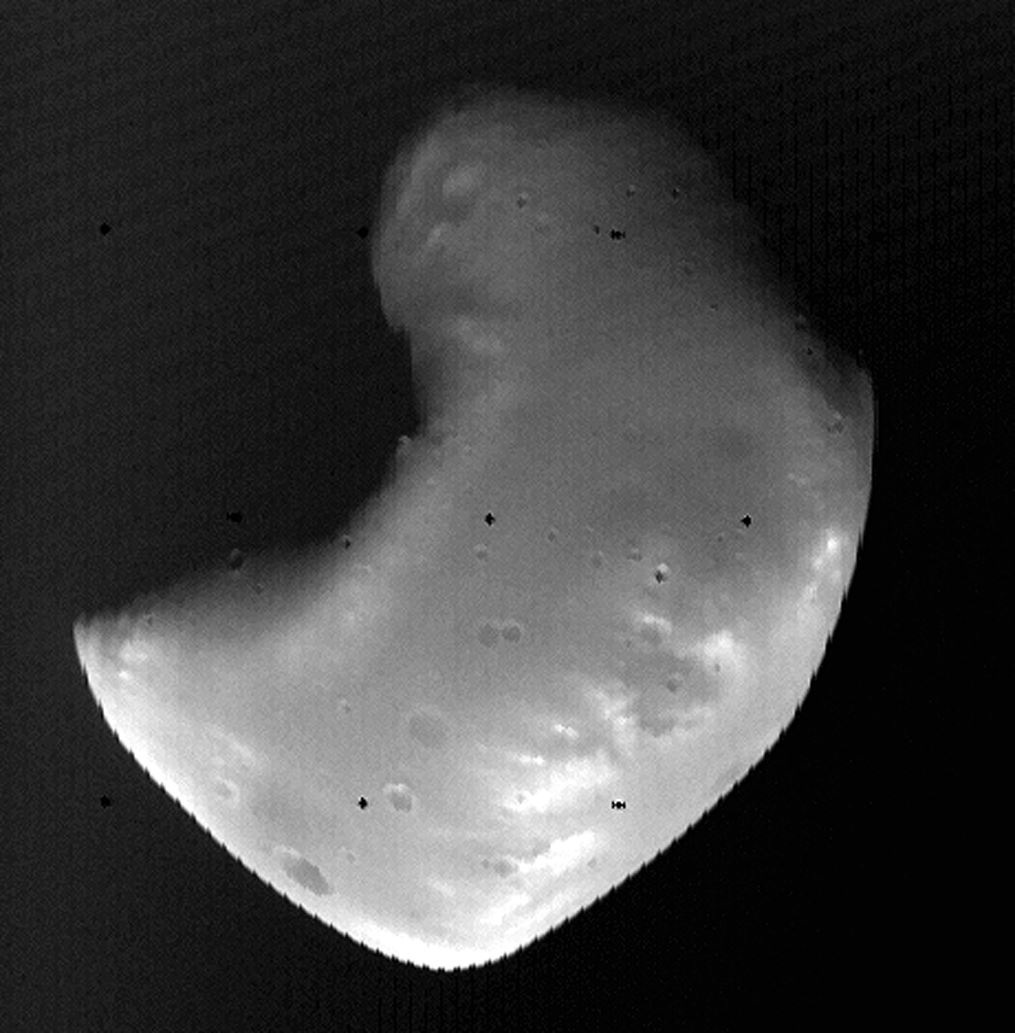
Mặt trăng Deimos, ảnh chụp năm 1977.